# 1909-es magyar teniszbajnokság
Az 1909-es magyar teniszbajnokság a tizenhatodik magyar bajnokság volt. Ettől az évtől férfi párosban, női párosban és vegyes párosban is rendeztek bajnokságot. A bajnokságot május 14. és 20. között rendezték meg Budapesten, a MAC margitszigeti pályáján.

## Eredmények
| Versenyszám  | Arany                              | Arany | Ezüst                           | Ezüst | Bronz                                                                     | Bronz |
| ------------ | ---------------------------------- | ----- | ------------------------------- | ----- | ------------------------------------------------------------------------- | ----- |
| Férfi egyéni | Segner Pál BLTC                    |       | Tóth Ede BLTC                   |       | Schmid Ödön MAC                                                           |       |
| Női egyéni   | Szerviczky Gabriella BLTC          |       | Cséry Katalin BLTC              |       | Balás Ivánné ?Cséry Sarolta BLTC                                          |       |
| Férfi páros  | Segner Pál, Zsigmondy Jenő BLTC    |       | Tóth Ede, Schmid Ödön BLTC, MAC |       | Kortsák Károly, Rick Ödön MACBárczy Oszkár, Kormos Kálmán MAC             |       |
| Női páros    | Cséry Katalin, Cséry Sarolta BLTC  |       | Mészáros Eszter, Cséry Ida BLTC |       | Balás Ivánné, Szerviczky Gabriella ?, BLTCNagy Béláné, Krempels Ilona MAC |       |
| Vegyes páros | Zsigmondy Jenő, Cséry Katalin BLTC |       | Tóth Ede, Cséry Sarolta BLTC    |       | Kelemen Aurél, Méray-Horváth Zsófia MACSchmid Ödön, Bertalan Margit MAC   |       |